# جواو باولو (لاعب كرة قدم برتغالي)
جواو باولو هو لاعب كرة قدم برتغالي في مركز حراسة المرمى، ولد في 31 أغسطس 1978 في سيتوبال في البرتغال. لعب مع أتليتيكو كلوب دي برتغال وسبورتينغ براغا ونادي فولاد خوزستان ونادي فيتوريا سيتوبال ونادي فيزيلا وإمورتال دسبورتيفو ‏ وF.C. da Madalena ‏ وأوليفيرا دو هوسبيتال وSeixal F.C. ‏.